# 大阪市内の筋・通一覧

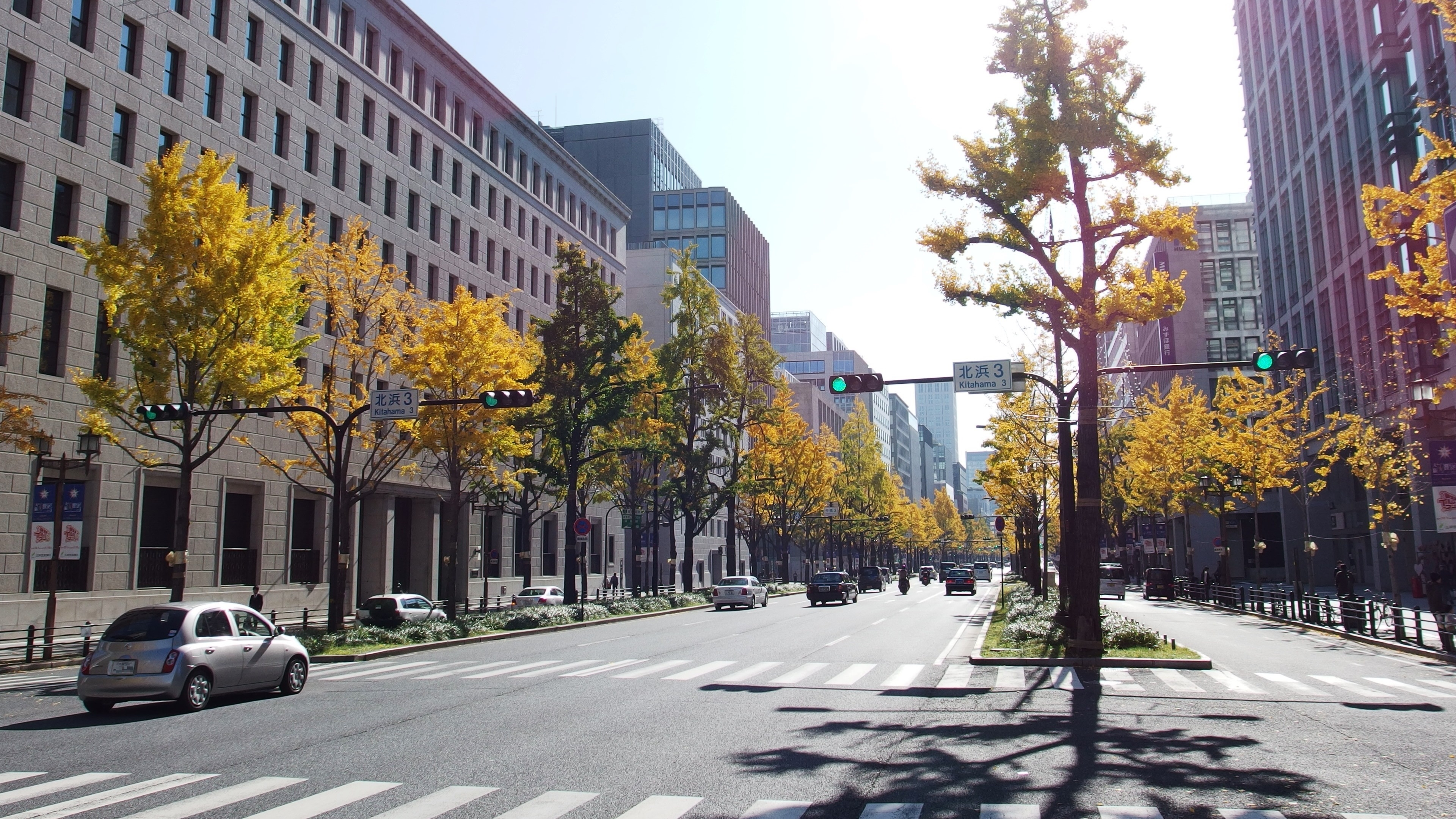
現代大阪の代表的な筋の一つ、御堂筋

大阪市内の筋・通一覧（おおさかしないのすじ・とおりいちらん）では大阪都心部の道路網について扱う。
大阪都心の道路網は飛鳥時代の7世紀に起源を持ち、豊臣政権期の近世初頭に筋と通を基軸とした道路網が成立した。その後近代以降にモータリゼーションの進展に伴い自動車道路へと発展していった。

## 概要・歴史

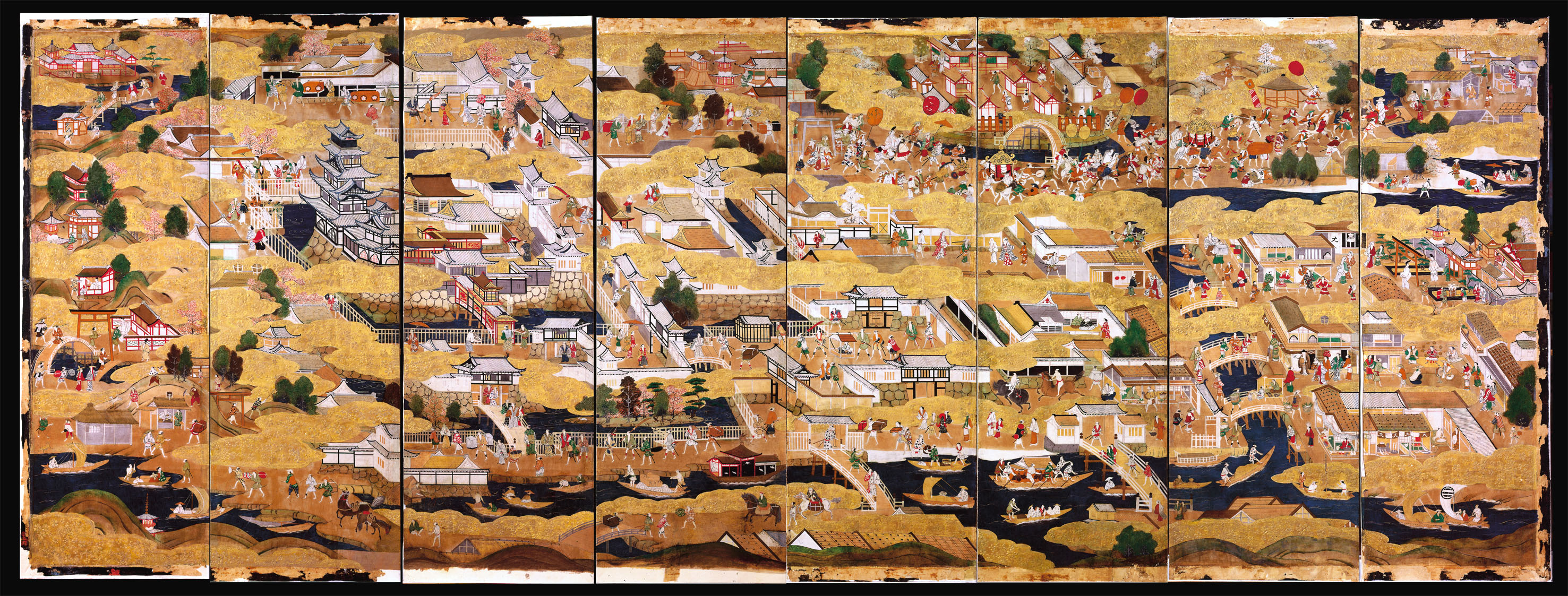
筋・通成立期の大坂。豊臣期大坂図屏風より

現在の大阪都心にあたる上町台地は倭の五王の時代の5世紀以降、難波津を中心に倉庫群や、難波館と云われる外交施設が存在していた。また、難波津と法円坂倉庫群を連絡する道路と、これらがある上町台地から河内・和泉方面へと通ずる陸路の存在が想定されるなど、難波宮成立以前より既に都市的性格を持っていた。
皇極天皇4年（645年）、乙巳の変によって蘇我入鹿を打倒した中大兄皇子らによる新政府は同年12月、難波長柄豊碕宮への遷都を行った。日本の古代都市は中国の都城制に範をとり、街区の方位を揃えるという特徴を持つが、改新政府による難波宮・京もその例に漏れず方位の揃った街区を備えていた。改新政府は難波宮から正南の四天王寺方面へ向けて路幅30メートル超の朱雀大路を敷設し、朱雀大路はさらに南方に延長され難波大道へと展開していった。さらに天武期の難波京には条坊制が施行されていた。これらの難波京の地割は古代から中世へと受け継がれていった。
16世紀末、本能寺の変後の政治抗争を制して新たな中央政権の主宰者となった豊臣秀吉は、居城を大坂に据え都市開発を進めていった。豊臣期大坂城下町は、開発当初は大坂城から平野町を経て四天王寺へ、さらにその先の堺へと至る南北に長い都市構造を指向していた。しかしその後、大坂城から上町・船場地区へと東西方向に展開していった。そのため通は東西方向に設定され、また南北方向の道は筋と呼ばれるようになった。こうして大阪都心に現代まで続く筋と通を軸とする道路網が成立した。
大阪市による幹線道路の愛称
戦後、大阪市建設局により、太閤時代以前からの慣習を継承して、幹線道路に愛称をつけるということが行われている。1970年と1983年に合わせて33路線、1995年に公募により14路線、合計47の幹線道路に愛称が付けられている。（大阪市建設局）

### 平野郷
摂津国平野郷（現・大阪市平野区）では、大坂に倣いほとんどの道路に愛称がつけられた。しかし大坂とは異なり、東西方向の道路に対しても筋と名付けられている。

## 筋
西側から（太字は幹線道路、21路線）
| 愛称名称                       | 区間 | 路線名称                                                          |
| ------------------------------ | --- | ----------------------------------------------------------------- |
| - みてじま筋                   | 歌島橋交差点（西淀川区御幣島） ～大豊橋南詰付近（淀川区加島）                                                                       | 府道10号大阪池田線                                                |
| - 新なにわ筋                   | 野田阪神前交差点（福島区大開) ～阪堺大橋北詰付近（住之江区南加賀屋）                                                                | 府道29号大阪臨海線                                                |
| - 十三筋                       | 大淀中1交差点（北区大淀中） ～神崎橋西詰付近（淀川区加島）                                                                          | 国道176号 府道41号大阪伊丹線                                      |
| - あみだ池筋                   | 大淀中2交差点（北区大淀中） ～芦原橋交差点（浪速区塩草）                                                                            |                                                                   |
| - なにわ筋                     | 大淀中1交差点（北区大淀中） ～長橋交差点（西成区中開）                                                                              | 国道176号 府道41号大阪伊丹線                                      |
| - 四つ橋筋                     | 元町2交差点（浪速区元町） 〜大阪駅前西交差点（北区梅田）                                                                            | 市道南北線                                                        |
| - 御堂筋                       | 阪神前交差点（北区梅田） ～難波西口交差点（中央区難波）                                                                             | 国道176号 国道25号 国道26号 国道165号                             |
| - 新御堂筋                     | 梅新南交差点（北区西天満） ～白島交差点（箕面市白島）                                                                               | 国道423号                                                         |
| - 心斎橋筋                     | |                                                                   |
| - 戎橋筋                       | |                                                                   |
| - 丼池筋                       | |                                                                   |
| - 三休橋筋                     | |                                                                   |
| - 中橋筋                       | |                                                                   |
| - 藤中橋筋                     | |                                                                   |
| - 堺筋                         | 天下茶屋東1交差点（西成区東天下茶屋） ～天神橋1交差点（北区天神橋）                                                                 | 府道102号恵美須南森町線                                           |
| - 天神橋筋                     | 長柄橋北詰交差点（東淀川区柴島） ～天神橋交差点（中央区北浜東）                                                                     | 府道14号大阪高槻京都線 府道102号恵美須南森町線 市道天神橋天王寺線 |
| - 松屋町筋                     | 天神橋交差点（中央区北浜東） ～公園北口交差点（天王寺区逢阪）                                                                       | 市道天神橋天王寺線                                                |
| - 天満橋筋 - 谷町筋 - あべの筋 | 長柄東交差点（北区長柄東） ～天満橋交差点（中央区天満橋） ～近鉄前交差点（阿倍野区阿倍野筋） ～遠里小野橋北詰付近（住吉区遠里小野） | 府道30号大阪和泉泉南線                                            |
| - 上町筋                       | 京阪東口交差点（中央区大手前） ～附属小前交差点（阿倍野区天王寺町南）                                                               | 市道赤川天王寺線 府道28号大阪高石線                               |
| - あびこ筋                     | 近鉄前交差点（阿倍野区阿倍野筋） ～吾彦大橋北詰交差点（住吉区苅田）                                                                 | 府道28号大阪高石線                                                |
| - 玉造筋                       | 天王寺駅前交差点（天王寺区悲田院町） ～JR京橋駅北口付近（都島区片町）                                                               |                                                                   |
| - 城北筋                       | 城北公園前交差点（旭区中宮） ～野江4交差点（都島区内代町）                                                                          | 市道上新庄生野線                                                  |
| - 長居公園東筋                 | 北田辺6交差点（東住吉区北田辺） ～行基大橋南詰付近（同区矢田）                                                                      | 府道26号大阪狭山線                                                |
| - 今里筋                       | 蒲生4交差点（城東区蒲生） ～湯里6交差点（東住吉区湯里）                                                                             | 市道大阪環状線                                                    |
| - 内環状線                     | 上新庄交差点（東淀川区上新庄） ～瓜破交差点（平野区瓜破）                                                                           | 国道479号                                                         |

## 通
北側から（太字は幹線道路、27路線）
| 愛称名称       | 区間                                                                        | 路線名称                                                                     |
| -------------- | --------------------------------------------------------------------------- | ---------------------------------------------------------------------------- |
| - 淀川通       | 中島出入口付近（西淀川区中島） ～東淡路1交差点（東淀川区東淡路）            | 府道10号大阪池田線 府道14号大阪高槻京都線 府道16号大阪高槻線                 |
| - 姫島通       | 福町交差点（西淀川区福町） ～新北野中学校前交差点（淀川区新北野）           | 市道福町浜町線                                                               |
| - 城北公園通   | 豊崎4西交差点（北区豊崎） ～今市交差点（旭区今市）                          | 市道中津太子橋線                                                             |
| - 都島通       | 阪急前交差点（北区角田町） ～関目5交差点（旭区高殿）                        | 市道大阪環状線                                                               |
| - 花博通       | 内環万博口交差点（鶴見区鶴見） ～焼野交差点付近（同区焼野）                 |                                                                              |
| - 扇町公園北通 |                                                                             |                                                                              |
| - 扇町通       | 阪神前交差点（北区梅田） ～扇町交差点（同区扇町）                           | 市道大阪環状線                                                               |
| - 此花通       | 伝法6交差点（此花区伝法） ～大阪ガス酉島製造所グランド付近（同区酉島）      |                                                                              |
| - 北港通       | 野田阪神前交差点（福島区大開） ～ユニバーサルスタジオ西交差点（此花区北港） | 市道福島桜島線                                                               |
| - 曽根崎通     | 野田阪神前交差点（福島区大開） ～東野田交差点（都島区東野田町）             | 国道2号 国道1号                                                              |
| - 鶴見通       | 蒲生4交差点（城東区蒲生） ～茨田浜交差点（鶴見区浜）                        | 府道8号大阪生駒線                                                            |
| - 中之島通     | 船津橋南詰交差点（北区中之島） ～難波橋付近（同区中之島）                   |                                                                              |
| - 土佐堀通     | 土佐堀3交差点（西区土佐堀） ～片町交差点（都島区片町）                      | 府道168号石切大阪線                                                          |
| - 城見通       | 片町交差点（都島区片町） ～鴫野東2交差点（城東区鴫野東）                    |                                                                              |
| - 平野町通     |                                                                             |                                                                              |
| - 本町通       | 川口交差点（西区川口） ～城南交差点（中央区大阪城）                         | 国道172号                                                                    |
| - 中央大通     | 朝潮橋交差点（港区田中） ～高井田西6東交差点付近（城東区諏訪）              | 市道築港深江線                                                               |
| - みなと通     | 大阪港咲洲トンネル（港区海岸通） ～川口交差点（西区川口）                   | 国道172号 市道築港深江線                                                     |
| - 南久宝寺町通 |                                                                             |                                                                              |
| - 安堂寺通     |                                                                             |                                                                              |
| - 長堀通       | 伯楽橋西詰交差点（西区千代崎） ～今里交差点（東成区大今里）                 | 国道308号 府道173号大阪八尾線                                                |
| - 大正通       | 大正橋交差点（大正区三軒家東） ～鶴町4交差点                                | 府道173号大阪八尾線 府道5号大阪港八尾線 市道浪速鶴町線                       |
| - 千日前通     | 大正橋交差点（大正区三軒家東） ～新深江交差点（東成区深江南）               | 国道308号 府道702号大阪枚岡奈良線 市道難波境川線                             |
| - 大浪通       | 千歳橋東詰付近（大正区北村3） ～稲荷交差点（浪速区稲荷）                    | 市道浪速鶴町線                                                               |
| - 勝山通       | 五條宮前交差点（天王寺区真法院町） ～生野区巽東3付近                        | 府道173号大阪八尾線 市道四天王寺巽線                                         |
| - 松虫通       | 岸里交差点（西成区潮路） ～北田辺6交差点（東住吉区北田辺）                  |                                                                              |
| - 海岸通       | 大阪港咲洲トンネル出入口付近（港区築港） ～鶴町南公園前交差点（大正区鶴町） | 府道5号大阪港八尾線 なみはや大橋                                             |
| - 南港通       | 南港東3交差点（住之江区南港東） ～平野公園東口（平野区平野東）              | 府道5号大阪港八尾線 府道179号住吉八尾線 府道186号大阪羽曳野線 市道大阪環状線 |
| - 住之江通     | 南港東2交差点（住之江区南港東） ～浜口交差点（同区浜口東）                  | 市道浜口南港線                                                               |
| - 長居公園通   | 浜口交差点（住之江区浜口東） ～長吉長原東交差点（平野区長吉出戸）           | 国道309号 国道479号 府道179号住吉八尾線                                      |
| - 大和川通     | 住之江区平林南2付近 ～北島交差点（同区西住之江）                            | 府道179号住吉八尾線                                                          |

## その他
大阪市内の国道で、愛称がつけられていない主な道路。
| 国道番号              | 区間(大阪市内のみ)                                                                                | 通や筋以外の別名称         |
| --------------------- | ------------------------------------------------------------------------------------------------- | -------------------------- |
| - 国道1号             | 東野田交叉点～蒲生4交差点～京阪本通1交差点                                                        | 京阪国道、一国（いちこく） |
| - 国道2号             | 野田阪神前交差点～左門橋                                                                          | 阪神国道                   |
| - 国道25号・国道165号 | 難波～大国交差点～亀井交差点・鉄道病院前交差点～桑津四丁目東交差点                                | 奈良街道 竜田越奈良街道    |
| - 国道26号            | 難波交差点以南                                                                                    | （ニーロク）               |
| - 国道43号            | 全線                                                                                              | 第二阪神国道、よんさん     |
| - 国道163号           | 関目五丁目交差点以東                                                                              |                            |
| - 国道176号           | 三国橋～十三交差点 中津浜交差点～阪神前交差点 中津交差点→淀川区民センター前交差点（十三バイパス） | （イナロク）               |